# Finala Cupei Campionilor Europeni 1962
Finala Cupei Campionilor Europeni 1962 a fost un meci de fotbal, care a avut loc pe Olympisch Stadion, Amsterdam, pe 2 mai 1962, care le-a pus față în față pe S.L. Benfica și Real Madrid. Benfica a învins cu 5-3 câștigând Cupa Campionilor Europeni pentru a doua oară la rând. Finala a fost prima jucată de tânărul Eusébio.

## Detalii
| Benfica                                                | 5 – 3 | Real Madrid          |
| ------------------------------------------------------ | ----- | -------------------- |
| Águas 25' Cavém 34' Coluna 51' Eusébio 67' (pen.), 68' |       | Puskás 17', 23', 38' |

| Benfica | Real Madrid |

| BENFICA:      |    |                          |
|               |    |                          |
| P             | 1  | Alberto da Costa Pereira |
| F             | 2  | Mario João               |
| F             | 3  | Germano                  |
| F             | 4  | Angelo Martins           |
| M             | 5  | Domiciano Cavém          |
| M             | 6  | Fernando Cruz            |
| A             | 7  | José Augusto             |
| A             | 8  | Eusébio                  |
| A             | 9  | José Águas (c)           |
| M             | 10 | Mário Coluna             |
| A             | 11 | António Simões           |
| Antrenor:     |    |                          |
| Béla Guttmann |    |                          |

| REAL MADRID: |    |                    |
|              |    |                    |
| P            | 1  | José Araquistáin   |
| F            | 2  | Pedro Casado       |
| F            | 3  | Vicente Miera      |
| F            | 4  | Felo               |
| F            | 5  | José Santamaría    |
| M            | 6  | Pachín             |
| M            | 7  | Justo Tejada       |
| M            | 8  | Luis del Sol       |
| M            | 9  | Alfredo Di Stéfano |
| A            | 10 | Ferenc Puskás      |
| A            | 11 | Francisco Gento    |
| Antrenor:    |    |                    |
| Miguel Muñoz |    |                    |